# Otto Schreier
Otto Schreier (Viena, 3 de março de 1901 — Hamburgo, 2 de junho de 1929) foi um matemático austríaco.
Sua maior contribuição foi na teoria combinatória de grupos e topologia de grupos de Lie. Estudou matemática na Universidade de Viena, onde foi aluno de Wilhelm Wirtinger, Philipp Furtwängler, Hans Hahn, Kurt Reidemeister, Leopold Vietoris e Josef Lense, com doutorado em 1923, orientado por Philipp Furtwängler. Habilitou-se em 1926 na Universidade de Hamburgo, supervisionado por Emil Artin, onde já lecionava antes da habilitação.
Em 1928 tornou-se professor da Universidade de Rostock.

## Tópicos relacionados a Otto Schreier
- Teorema de Nielsen–Schreier
- Teorema do refinamento de Schreier
- Teorema de Artin–Schreier
- Lema do subgrupo de Schreier
- Algoritmo de Schreier–Sims

## Publicações
- Über neuere Untersuchungen in der Theorie der kontinuierlichen Gruppen. Jahresbericht DMV, Bd.37 1928, nach einem im September 1926 auf der Hauptversammlung des DMV gehaltenen Vortrag.